# GR-171

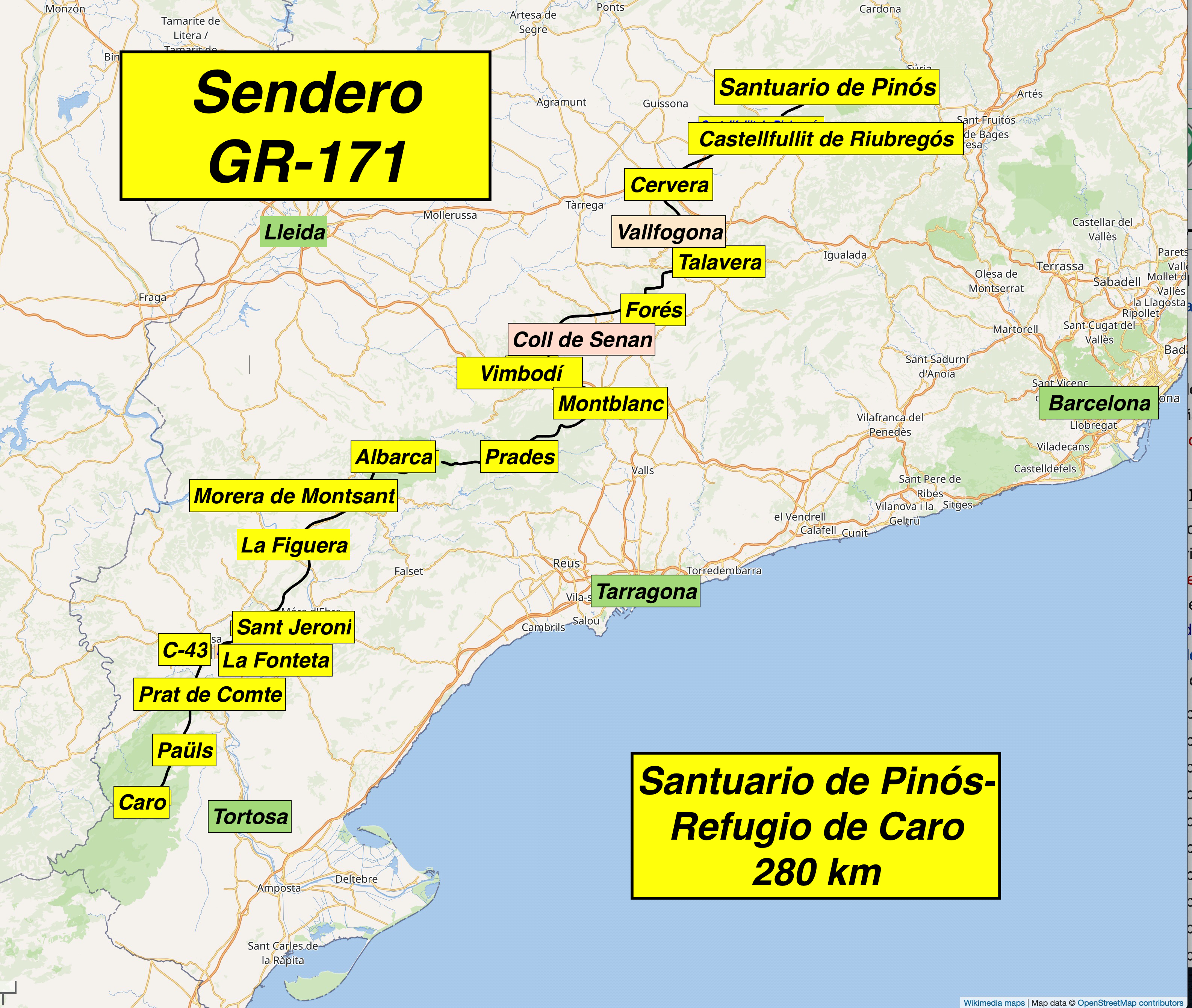
GR-171. Santuario de Pinós- Refugio de Caro

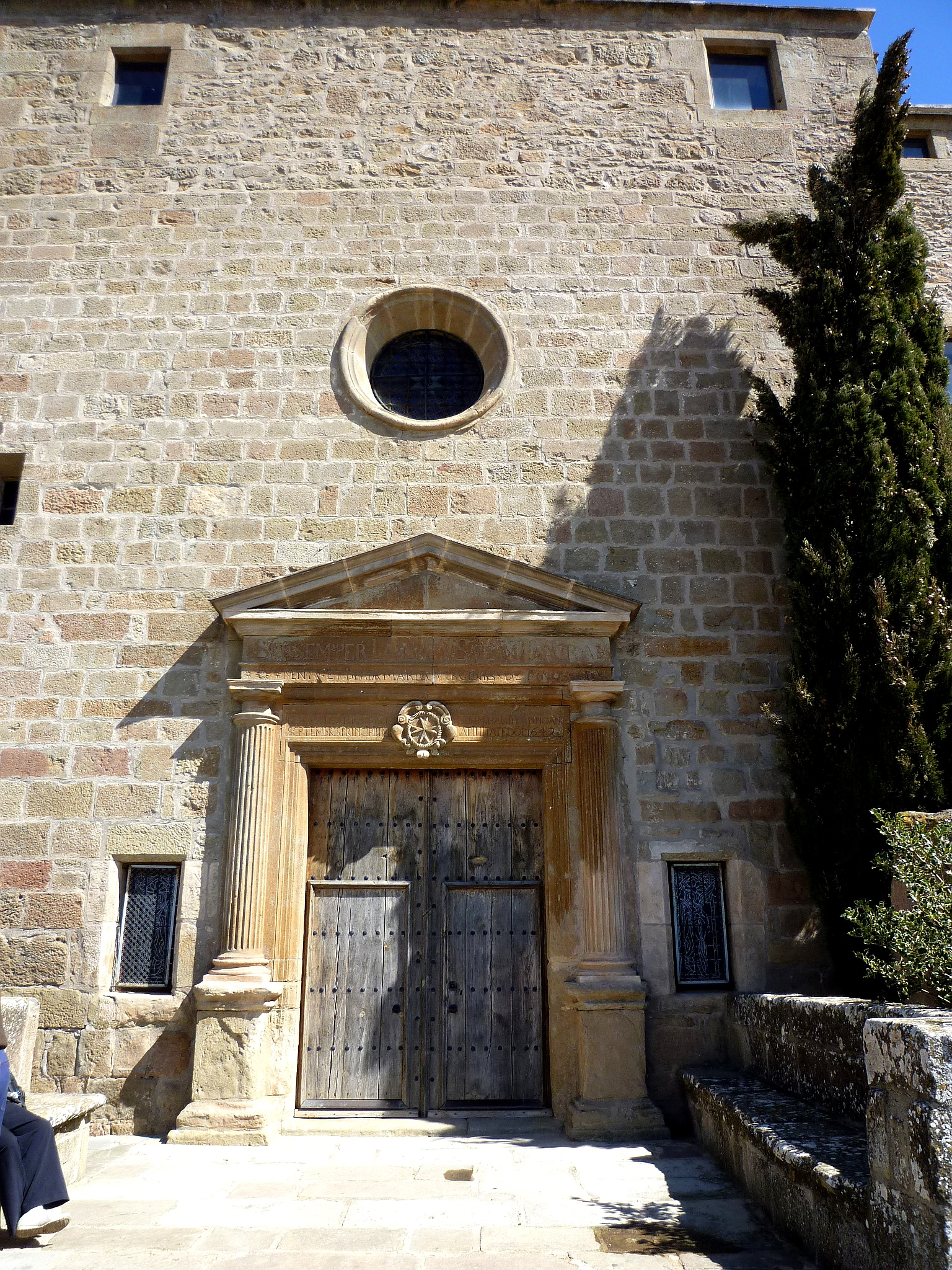
Santuario de Pinós, principio de la ruta por el norte, a 904 m de altitud en la sierra de Pinós, en la comarca del Solsonès.

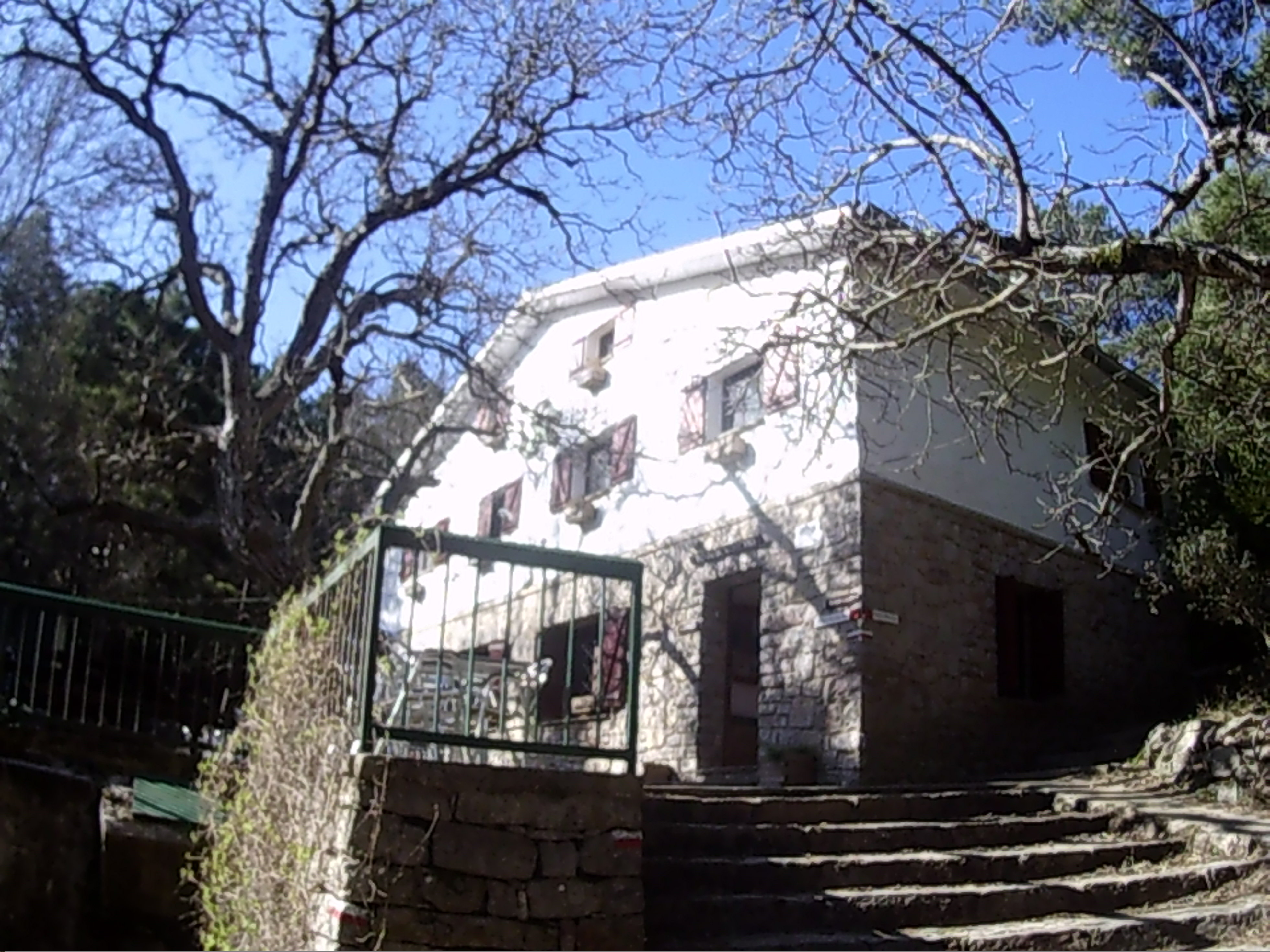
Refugio de Caro, final o principio de sendero por el sur, a 1090 m de altitud, en el Parque natural de Los Puertos.

GR-171 es un sendero de largo recorrido en Cataluña, entre el santuario de Pinós, en la comarca del Solsonès, en el centro de la región, en Lérida, y el refugio de Caro, en los puertos de Tortosa-Beceite, en el Parque natural de Los Puertos, en Tarragona. Nació como una variante del GR-7 y desde 1995 tiene entidad propia, siguiendo un recorrido paralelo.
El sendero puede hacerse en ambos sentidos. La FEEC, Federación de Entidades Excursionistas de Cataluña, lo realiza en 15 etapas de norte a sur, con una distancia total de 276 km, mientras que el Centro Excursionista de Tarrasa, lo realiza de sur a norte y recorre 282 km en 12 etapas.

## Recorrido de la FEEC
Este recorrido paralelo al GR-7, que discurre entre Andorra y el estrecho de Gibraltar, empieza en el santuario de la Mare de Deu de Pinós, que se halla unos 90 m por encima del pueblo de Pinós en la carena de la sierra de Pinós, continúa hacia Castellfollit de Riubregós, Cervera y la sierra del Tallat, baja al monasterio cisterciense de Poblet y el pueblo medieval del Montblanch. Desde aquí atraviesa las montañas de Prades y el Montsant, pasa por la cartuja de Escaladei y el santuario de la Fontcalda, a los pies de la sierra de Pàndols, y llega a las estribaciones del Montcaro (1440 m) por Pauls, donde se queda en el refugio de Caro, por el que pasa el GR-7.
- Etapa 1. Santuari de Pinós[3] - Castellfollit de Riubregós, 14,28 km y por aquí pasa también el GR-7.
- Etapa 2. Castellfollit de Riubregós - Cervera, 23,88 km
- Etapa 3. Cervera - Talavera, 14,27 km
- Etapa 4. Talavera - Coll de Forès (Forés), 19,39 km y en Forés enlaza con la Ruta del Císter, también llamada GR-175.
- Etapa 5. Coll de Forès (Bassa de Forès) - Vimbodí, 26,16 km
- Etapa 6. Vimbodí - Montblanch, 15,18 km
- Etapa 7. Montblanch - Prades, 24,72 km En esta etapa se pasa por el monasterio de Poblet, donde se enlaza de nuevo con la Ruta del Císter. En Prades, enlaza con el GR-65.5, que forma parte del Camino de Santiago en Cataluña y que discurre entre Tarragona y Ulldemolins.
- Etapa 8. Prades - Albarca, 8,63 km
- Etapa 9. Albarca - Refugio de La Morera de Montsant, 17,76 km
- Etapa 10. Refugio de La Morera de Montsant - La Figuera, 17,16 km
- Etapa 11. La Figuera - Ermita de Sant Jeroni, 27,9 km
- Etapa 12. Ermita de Sant Jeroni - Ctra. C-43 (Gandesa-Tortosa), 17,39 km
- Etapa 13. Ctra. C-43 (Gandesa-Tortosa) - Prat de Comte, 15,08 km
- Etapa 14. Prat de Compte - Pauls, 13,42 km Enlace con el GR-7.
- Etapa 15. Pauls - Refugi de Caro,[4] 20,88 km enlace con el GR-7.

## Recorrido del Centro Excursionista de Tarrasa
Aunque la ruta es la misma, el CE Tarrasa lo hace de sur a norte y las etapas acaban en lugares diferentes y son más largas.
- Etapa 1. Refugi del Mont Caro – Pauls, 21,75 km
- Etapa 2. Pauls – La Fonteta (Gandesa),[5] 29,85 km
- Etapa 3. Gandesa – Sant Jeroni (Mora de Ebro), 19,2 km
- Etapa 4. Sant Jeroni (Mora de Ebro)[6] – La Figuera, 26,1 km
- Etapa 5. La Figuera – La Morera de Montsant, 23,9 km
- Etapa 6. La Morera de Montsant – Prades, 24,54 km
- Etapa 7. Prades – Montblanch, 24,26 km
- Etapa 8. Montblanch – Coll de Senan (Ctra. L232), 26,13 km
- Etapa 9. Coll de Senan (Ctra. L232) – Vallfogona de Riucorb, 26,57 km[7]
- Etapa 10. Vallfogona de Riucorb – Cervera, 22,42 km
- Etapa 11. Cervera – Castellfollit de Riubregós, 22,9 km
- Etapa 12. Castellfollit de Riubregós – Santuario de Pinós, 14,5 km